# 吉田爱
吉田爱（日语：／ Yoshida Ai，1980年11月5日—）原名近藤爱（日语：／ Kondō Ai），是一名日本女子帆船运动员，主项是双人小艇470型，毕业于日本大学生物资源科学部。近藤小学1年级时开始接触帆船，大学2年级时开始接触帆船470级项目。之后她参加了2008年北京奥运和2012年伦敦奥运，都获得第14名，两届奥运的搭档分别是鎌田奈緒子和田畑和歌子。2012年奥运后，她因结婚而改姓吉田，之后开始与吉冈美帆搭档参赛。2016年里约奥运，她和吉冈搭档在女子470级项目中获得第5名。里约奥运后，她暂时隐退并于2017年6月生下一子。生子后的吉田为了参加2020年东京奥运，重新与吉冈搭档。2018年8月，两人在世界帆船锦标赛上获得女子470项目的冠军。